# Gautrain

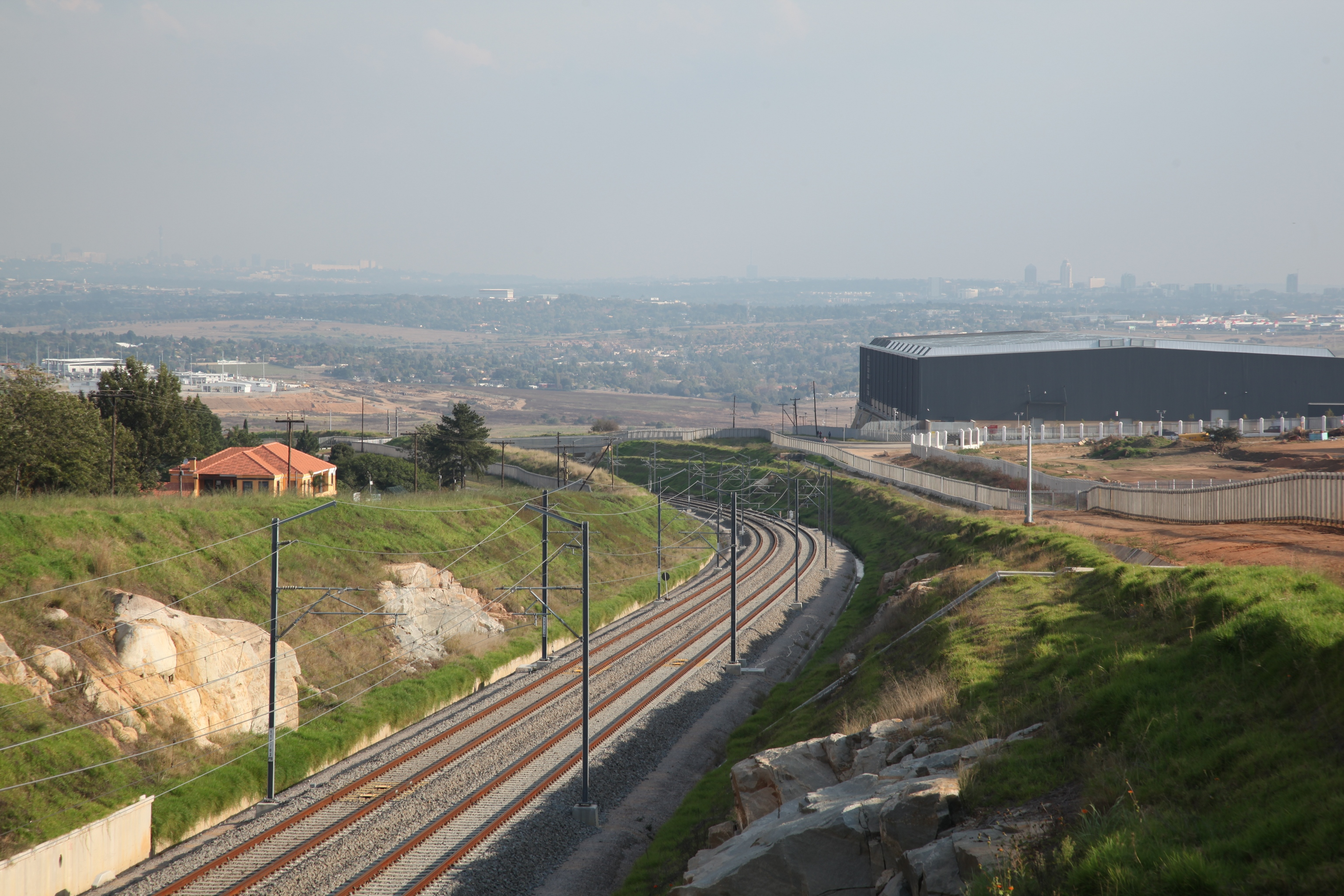
Vías del tren de Gautrain en Midrand

El ferrocarril Gautrain es un tren de cercanías utilizado en la provincia de Gauteng en Sudáfrica. El sistema conecta Johannesburgo y Pretoria con el Aeropuerto Internacional O.R. Tambo en Johannesburgo. La línea se caracteriza por viajar a velocidades promedio de 160 km/h. El voltaje requerido para alimentar su motor es de 25.000 V CA. Los rieles usan un ancho estándar de 1.435 mm. La longitud actual del sistema es 80 km. El sistema ferroviario tiene 10 estacions. El tramo entre la estación Johannesburg Park y la estación Marlboro es subterráneo.

## Estaciones
- Johannesburg Park Station (subterránea)
- Rosebank (subterránea)
- Sandton (subterránea)
- Marlboro (a nivel)
- Rhodesfield (elevada)
- Aeropuerto Internacional O.R. Tambo (elevada)
- Midrand (a nivel)
- Centurion (elevada)
- Pretoria (a nivel)
- Hatfield (a nivel)